# Rivaldo
Rivaldo Vítor Borba Ferreira (n. 19 aprilie 1972, Recife, Pernambuco, Brazilia), cunoscut ca Rivaldo, este un fost fotbalist brazilian, președinte al clubului de fotbal Mogi Mirim Esporte Clube și acționar la clubul de fotbal Farul Constanța. El a jucat ca mijlocaș ofensiv și uneori ca al doilea vârf.
Rivaldo a petrecut 5 ani la clubul spaniol FC Barcelona, unde a format un parteneriat de succes cu Patrick Kluivert, câștigând titlul în La Liga în sezoanele 1998 și 1999, și Copa del Rey în 1998.
Între 1993 și 2003, Rivaldo a jucat 74 de meciuri și a marcat 34 de goluri pentru echipa națională de fotbal a Braziliei, și este al 6-lea cel mai bun marcator din istoria ei. El a ajutat Brazilia să ajungă în finala Campionatul Mondial de Fotbal 1998, și a câștigat Copa América 1999, unde a fost numit jucătorul turneului. Rivaldo a strălucit alături de Ronaldo și Ronaldinho la Campionatul Mondial de Fotbal 2002, unde Brazilia a câștigat turneul. El a fost inclus în FIFA World Cup All-Star Team în 1998 și 2002.
În 1999, Rivaldo a fost numit FIFA World Player of the Year și a câștigat Balonul de Aur. El a fost inclus de Pelé în lista celor mai buni 125 de fotbaliști în viață la ceremonia Premiilor FIFA din 2004. Este inclus în Brazilian Football Museum Hall of Fame. În martie 2014, Rivaldo și-a anunțat retragerea sa din fotbalul profesionist. Totuși, el a revenit pe teren pe 14 iulie 2015, și, împreună cu fiul său Rivaldinho, au marcat ambii câte un gol în același meci în care Mogi Mirim a învins-o pe Macae cu scorul de 3-1.

## Carieră
Cei mai importanți ani din carieră i-a petrecut la FC Barcelona unde a reușit să câștige de două ori La Liga și o singură dată trofeul Copa del Rey și Supercupa Europei, ultima reușind și cu AC Milan să o cucerească. Printre trofeele cele mai importante din cariera sa se mai regăsesc Liga Campionilor și Cupa Italiei câștigate cu AC Milan, dar și cupe sau campionate câștigate în campionatele din Brazilia, Grecia sau Uzbekistan.
Între anii 1993 și 2003, Rivaldo a jucat pentru Brazilia în 74 de meciuri, reușind să marcheze de 34 de ori și a făcut parte din echipa care a câștigat Campionatul Mondial din 2002, plus Cupa Confederațiilor în anul 1997 și Copa América în anul 1999.
A fost premiat ca fiind cel mai bun fotbalist din Spania, jucătorul anului în lume și jucătorul european al anului în anul 1999. A fost trecut de Pelé pe lista FIFA 100 în luna martie a anului 2004.
De asemenea, a fost golgheter la ediția de Copa América din anul 1999, al Ligii Campionilor din anul 2000, dar și al primei ligi de fotbal din Uzbekistan în anul 2009.

## Personal
Rivaldo s-a născut într-o familie săracă, iar din această cauză a avut de suferit, încă din copilărie pierzându-și mai mulți dinți. Romildo, tatăl său, a decedat într-un accident rutier în anul 1989, când viitorul star al fotbalului mondial avea numai 17 ani. Este și cetățean al Uniunii Europene, având pașaport spaniol.

## Goluri la Campionatul Mondial de Fotbal
| #  | Data       | Stadion                                         | Oponent    | Scor | Rezultat | An   | Runda              |
| -- | ---------- | ----------------------------------------------- | ---------- | ---- | -------- | ---- | ------------------ |
| 1. | 1998-06-16 | Stade de la Beaujoire, Nantes, Franța           | Maroc      | 2–0  | 3–0      | 1998 | Faza grupelor      |
| 2. | 1998-07-03 | Stade de la Beaujoire, Nantes, Franța           | Danemarca  | 2–1  | 3–2      | 1998 | Sferturi de finală |
| 3. | 1998-07-03 | Stade de la Beaujoire, Nantes, Franța           | Danemarca  | 3–2  | 3–2      | 1998 | Sferturi de finală |
| 4. | 2002-06-03 | Munsu Cup Stadium, Ulsan, Coreea de Sud         | Turcia     | 2–1  | 2–1      | 2002 | Faza grupelor      |
| 5. | 2002-06-08 | Jeju World Cup Stadium, Seogwipo, Coreea de Sud | China      | 2–0  | 4–0      | 2002 | Faza grupelor      |
| 6. | 2002-06-13 | Suwon World Cup Stadium, Suwon, Coreea de Sud   | Costa Rica | 2–4  | 2–5      | 2002 | Faza grupelor      |
| 7. | 2002-06-17 | Kobe Wing Stadium, Kobe, Japonia                | Belgia     | 1–0  | 2–0      | 2002 | Optimi de finală   |
| 8. | 2002-06-21 | Shizuoka Stadium, Shizuoka, Japonia             | Anglia     | 1–1  | 1–2      | 2002 | Sferturi de finală |

## Statistici carieră

### Club
La 20 martie 2014
| Sezon         | Club          | Campionat         | Campionat | Campionat | Liga Regională | Liga Regională | Cupe    | Cupe   | Continental | Continental | Altele  | Altele | Total   | Total  |
| Sezon         | Club          | Campionat         | Meciuri   | Goluri    | Meciuri        | Goluri         | Meciuri | Goluri | Meciuri     | Goluri      | Meciuri | Goluri | Meciuri | Goluri |
| ------------- | ------------- | ----------------- | --------- | --------- | -------------- | -------------- | ------- | ------ | ----------- | ----------- | ------- | ------ | ------- | ------ |
| 1991–92       | Santa Cruz    | Série B           | 4         | 6         | 18             | 8              | 4       | 2      | -           | -           | -       | -      | 26      | 16     |
| 1992          | Mogi Mirim    | Série A           | -         | -         | 31             | 13             | -       | -      | -           | -           | -       | -      | 31      | 13     |
| 1993          | Corinthians   | Série A           | 19        | 11        | 3              | 0              | -       | -      | -           | -           | -       | -      | 22      | 11     |
| 1994          | Palmeiras     | Série A           | 29        | 14        | -              | -              | -       | -      | -           | -           | -       | -      | 29      | 14     |
| 1995          | Palmeiras     | Série A           | 16        | 7         | 8              | 10             | 4       | 2      | 6           | 5           | -       | -      | 34      | 24     |
| 1996          | Palmeiras     | Série A           | -         | -         | 25             | 18             | 9       | 4      | -           | -           | -       | -      | 34      | 22     |
| 1996–97       | Deportivo     | La Liga           | 41        | 21        | -              | -              | 5       | 1      | -           | -           | -       | -      | 46      | 22     |
| 1997–98       | Barcelona     | La Liga           | 34        | 19        | -              | -              | 7       | 8      | 6           | 0           | 4       | 1      | 51      | 28     |
| 1998–99       | Barcelona     | La Liga           | 37        | 24        | -              | -              | 3       | 2      | 6           | 3           | 2       | 0      | 48      | 29     |
| 1999–00       | Barcelona     | La Liga           | 31        | 12        | -              | -              | 5       | 1      | 14          | 10          | -       | -      | 50      | 23     |
| 2000–01       | Barcelona     | La Liga           | 35        | 23        | -              | -              | 5       | 2      | 13          | 11          | -       | -      | 53      | 36     |
| 2001–02       | Barcelona     | La Liga           | 20        | 8         | -              | -              | 0       | 0      | 13          | 6           | -       | -      | 33      | 14     |
| 2002–03       | Milan         | Serie A           | 22        | 5         | -              | -              | 3       | 1      | 13          | 2           | -       | -      | 38      | 8      |
| 2003–04       | Milan         | Serie A           | 0         | 0         | -              | -              | 0       | 0      | 1           | 0           | 1       | 0      | 2       | 0      |
| 2004          | Cruzeiro      | Série A           | -         | -         | 7              | 2              | -       | -      | 3           | 0           | -       | -      | 10      | 2      |
| 2004–05       | Olympiacos    | Superliga Greacă  | 23        | 10        | -              | -              | 2       | 2      | 9           | 1           | -       | -      | 34      | 13     |
| 2005–06       | Olympiacos    | Superliga Greacă  | 22        | 7         | -              | -              | 2       | 2      | 5           | 2           | -       | -      | 29      | 11     |
| 2006–07       | Olympiacos    | Superliga Greacă  | 25        | 17        | -              | -              | 0       | 0      | 6           | 0           | -       | -      | 31      | 17     |
| 2007–08       | AEK Atena     | Superliga Greacă  | 35        | 12        | -              | -              | -       | -      | 8           | 3           | -       | -      | 43      | 15     |
| 2008–09       | AEK Atena     | Superliga Greacă  | -         | -         | -              | -              | -       | -      | 1           | 0           | -       | -      | 1       | 0      |
| 2008          | Bunyodkor     | Prima Ligă Uzbecă | 12        | 7         | -              | -              | 1       | 0      | 4           | 2           | -       | -      | 17      | 9      |
| 2009          | Bunyodkor     | Prima Ligă Uzbecă | 30        | 20        | -              | -              | 2       | 1      | 9           | 1           | -       | -      | 41      | 22     |
| 2010          | Bunyodkor     | Prima Ligă Uzbecă | 11        | 6         | -              | -              | 3       | 3      | 5           | 2           | -       | -      | 19      | 11     |
| 2011          | São Paulo     | Série A           | 30        | 5         | 9              | 1              | 4       | 0      | 3           | 1           | -       | -      | 46      | 7      |
| 2012          | Kabuscorp     | Girabola          | 21        | 11        | -              | -              | -       | -      | -           | -           | -       | -      | 21      | 11     |
| 2013          | São Caetano   | Série B           | 7         | 0         | 10             | 2              | 2       | 0      | -           | -           | -       | -      | 19      | 2      |
| 2014          | Mogi Mirim    | Série C           | -         | -         | 4              | 0              | -       | -      | -           | -           | -       | -      | 4       | 0      |
| Total carieră | Total carieră | Total carieră     | 504       | 245       | 115            | 54             | 61      | 31     | 125         | 49          | 7       | 1      | 813     | 380    |

### Internațional
| Brazilia | Brazilia | Brazilia |
| An       | Meciuri  | Goluri   |
| -------- | -------- | -------- |
| 1993     | 1        | 1        |
| 1994     | 1        | 0        |
| 1995     | 5        | 1        |
| 1996     | 2        | 2        |
| 1997     | 4        | 1        |
| 1998     | 12       | 4        |
| 1999     | 13       | 8        |
| 2000     | 11       | 8        |
| 2001     | 8        | 3        |
| 2002     | 10       | 5        |
| 2003     | 7        | 1        |
| Total    | 74       | 34       |

## Palmares

### Club
Palmeiras:
- Campeonato Brasileiro Série A (1): 1994
- Campeonato Paulista (2): 1994, 1996

 Barcelona:
- Supercupa Europei (1): 1997
- La Liga (2): 1998, 1999
- Copa del Rey (1): 1998

 AC Milan:
- UEFA Champions League (1): 2003
- Coppa Italia (1): 2003
- Supercupa Europei (1): 2003

 Cruzeiro:
- Campeonato Mineiro (1): 2004

 Olympiacos:
- Superliga Greacă (3): 2005, 2006, 2007
- Cupa Greciei (2): 2005, 2006

 Bunyodkor:
- Prima Ligă Uzbecă (3): 2008, 2009, 2010
- Cupa Uzbekistanului (2): 2008, 2010

 Brazilia
- Cupa Confederațiilor FIFA (1): 1997
- Copa América (1): 1999
- Campionatul Mondial de Fotbal (1): 2002

Vicecampion: 1998
- Cupa Umbro: 1995

### Individual
- Brazilian Football Museum Hall of Fame
- Brazilian Bola de Prata: 1993, 1994
- FIFA World Cup All-Star Team: 1998, 2002
- World Soccer Player of the Year: 1999
- Onze d'Or: 1999
- Ballon d'Or: 1999
- FIFA World Player of the Year: 1999
- Copa América 1999 Top Scorer
- Copa América 1999 Most Valuable Player
- Spanish League Footballer of the Year: 1999
- UEFA Champions League Top Scorer: 2000
- IFFHS World's Top Goal Scorer of the Year 2000
- FIFA World Cup Silver Boot: 2002
- FIFA World Cup All-Star Team: 2002
- FIFA 100
- Greek Championship best foreign player: 2006, 2007
- Uzbek League 2009 Top Scorer